# MPE (Betriebssystem)
MPE (Multi-Programming Executive) ist ein Betriebssystem von Hewlett-Packard für Minicomputer von 1974. Es läuft ausschließlich auf HP-3000-Computern. Der Name des Betriebssystems wurde zu MPE/iX geändert, um die POSIX-Kompatibilität zu verdeutlichen.
Wesentliche Bestandteile sind:
- das Datenbanksystem Image/3000, später TurboIMAGE
- der Maskengenerator VPLUS/3000
- die Systemprogrammiersprache SPL (Systems Programming Language), ähnlich ALGOL/Pascal (Programmiersprache)

Als Folge der End-of-Life Ankündigung von Hewlett-Packard gründete eine Gruppe von MPE-Entwicklern die
Initiative OpenMPE, die das Betriebssystem weiterentwickelt.